# 第二書簡
『第二書簡』（だいにしょかん、希: Ἐπιστολή β'、羅: Epistula II、英: Epistle II, Second Epistle, Second Letter）は、プラトンの『書簡集』中の書簡の1つ。

## 概要
紀元前358年、プラトンが69歳頃、ディオニュシオス2世に対して宛てた書簡であり、ディオンがシュラクサイ侵攻のための募兵する中、和解を模索する内容となっている。

## 訳書
- 『プラトン全集 14　エピノミス(法律後篇)・書簡集』 水野有庸、長坂公一訳、岩波書店